# Val Chavière
Val Chavière, du nom du col de Chavière, était un projet de station de sports d'hiver de France qui aurait dû voir le jour en Savoie, dans la vallée de la Maurienne, au-dessus de Modane. Lancé en 1969 dans le cadre du Plan neige et en plein boom de la construction des stations intégrées en France, le projet suscitera de vives oppositions à tous les niveaux, des habitants de la vallée aux élus locaux, gestionnaires du parc, ministères et jusqu'à la présidence de la République — l'« affaire de la Vanoise » — qui condamneront finalement son existence.

## Histoire

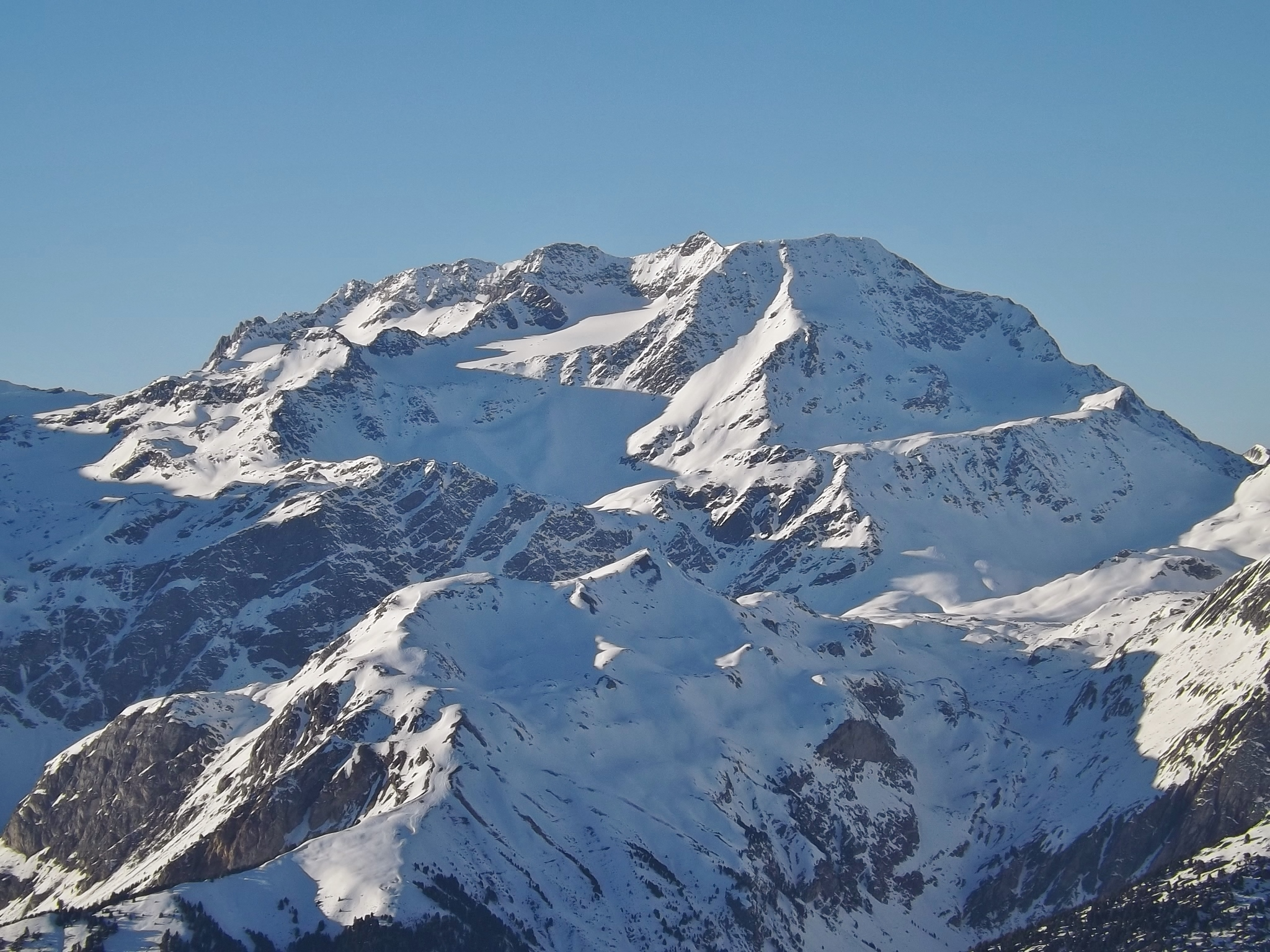
Vue hivernale des adrets des aiguilles de Péclet et de Polset par-delà la vallée de la Maurienne, versants sur lesquels se serait trouvé le domaine skiable de Val Chavière.

Le projet prévoyait une station intégrée à 2 130 mètres d'altitude dans le vallon de Polset accessible par une nouvelle route depuis Saint-André et un domaine skiable couvrant l'adret de l'aiguille Doran, de la pointe de l'Échelle, du col de Chavière, de l'aiguille de Polset, de l'aiguille de Péclet, de la pointe de Thorens, de l'aiguille du Bouchet et de la pointe du Bouchet, dans le massif de la Vanoise,. Outre le potentiel skiable de ces pentes, l'intérêt du site réside dans la possibilité de pratiquer le ski d'été sur les glaciers de Chavière et de Polset et la connexion avec la station de Val Thorens située de l'autre côté des sommets, côté Tarentaise, et au-delà avec les autres stations de l'actuel domaine des Trois Vallées.
Le projet conjoint Val Thorens-Val Chavière aurait comporté plus de 150 remontées mécaniques — y compris un funiculaire aérien appelé « skirail » reliant les deux stations via les glaciers — dont 35 fonctionnant aussi en été, des dizaines de kilomètres de pistes de ski s'étageant de 2 200 à 3 550 mètres d'altitude, 35 000 lits, un parking souterrain de 2 000 places, un aéroport, un golf, dix piscines, deux patinoires, un centre commercial de 75 boutiques, des boîtes de nuit, etc. qui auraient généré 15 000 emplois.

## Controverse
Pour se conformer à la législation, les initiateurs du projet doivent obtenir la modification des limites du parc national de la Vanoise, le site de la future station se trouvant à l'intérieur de la zone cœur,. Le 23 décembre 1968, le conseil d'administration du parc est saisi concernant différents projets à Tignes, à Val Thorens et celui de Val Chavière,. Si les projets de Val Chavière et de Tignes sont retoqués, un complément d'information est demandé pour la faisabilité de l'extension du domaine skiable de Val Thorens sur le glacier de Chavière,. Un projet remanié est présenté lors d'une nouvelle séance le 23 mai 1969 et obtient les faveurs de son président, le secrétaire d'État au tourisme et maire de Chambéry Pierre Dumas. En mars 1969, le conseil général de la Savoie rend un avis favorable sous l'impulsion de Joseph Fontanet, maire de Saint-Martin-de-Belleville, suivi en octobre 1970 par le premier ministre Jacques Chaban-Delmas.
Cette annonce du premier ministre déclenche un recours devant le Conseil d'État à l'initiative d'écologistes dénonçant le non respect de article 15 du règlement du parc qui concerne le principe d'inviolabilité de la zone cœur. Apportant dans un premier temps ses faveurs à la construction de la station, le président de la République Georges Pompidou fait une déclaration le 10 juin 1970 en conseil des ministres en faveur de la préservation de l'environnement, annonce qui est interprétée comme une garantie de l'inviolabilité du cœur du parc. Le projet de Val Chavière est alors abandonné, seule une petite extension du domaine skiable de Val Thorens sur le glacier de Chavière étant concédée — les deux téléskis ne fonctionneront qu'entre 1974 et 1987.